# Leonardo Cortese
Leonardo Cortese (* 24. Mai 1916 in Rom; † 21. Oktober 1984 ebenda) war ein italienischer Schauspieler und Regisseur.

## Leben
Corteses Familie stammt ursprünglich aus Neapel; sein Vater war der Impresario und Journalist Luca Cortese, seine Mutter Beatrice Arena. Er besuchte nach Abschluss in Rechtswissenschaften die Accademia dell'Arte Drammatica, die er aber 1938 abbrach, um in Mario Bonnards Jeanne Doré sein Filmdebüt zu geben. Schnell entwickelte er sich zu einem der männlichen Kino-Diven der faschistischen Ära Italiens. Auf der Theaterbühnen sah man ihn erstmals 1940/41 im Ensemble von Filippo Scelzo. 1942 spielte er bei Ernes Zacconi, im darauffolgenden Jahr hatte Cortese einen großen Erfolg am „Teatro delle Arti“ in Rom, wo er erneut mit Zacconi, mit Margherita Bagni und Camillo Pilotto auftrat. Nach Ende des Zweiten Weltkrieges formierte er mit Bagni und Luigi Almirante ein eigenes Ensemble; statt letzterem traten in der Folgesaison Ernes Zacconi und Olga Villi bei. Weitere Partner kommender Spielzeiten waren Sarah Ferrati, Filippo Scelzo und Luigi Cimara. Auf der Revuebühne hatte Cortese sich 1947 ausprobiert, als er neben Alberto Sordi, Olga Villi und Clelia Matania unter der Regie von Adolfo Celi in E lui dice… zu sehen war.
Bei den italienischen Kinogängern – vor allem den weiblichen – war Cortese ein Matinee-Idol, nicht nur auf Grund seines Aussehens, sondern auch wegen seiner gereiften und frischen Interpretationsweise seiner Rollen. 1952 führte er selbst Regie; sein Dokumentarfilm Chi è di scena? wurde in Venedig ausgezeichnet. 1962 kehrte er nach einem letzten Film als Regisseur der großen Leinwand den Rücken zu und verlegte seine Aktivitäten auf den Bildschirm, den er seit 1956 bediente. Hier schuf er sowohl als Regisseur von Filmen (La figlia del capitano, Luia Sanfelice u. a.) wie auch von Kriminalserien mit Ubaldo Lay (z. B. La donna di quadri, La donna di cuori) große Erfolge bei den Kritikern wie beim Publikum.
Cortese schrieb unter dem Pseudonym Leo Passatore Theaterkritiken in Fachzeitschriften wie „Idea“ und für Tageszeitungen. 1950 erschien sein Roman „Papà magnifico“. Er war von 1941 bis zu ihrem Tod 1977 mit Margherita Ligios verheiratet.

## Filmografie (Auswahl)
Darsteller
- 1938: Jeanne Doré
- 1940: Walzer einer Nacht (Una romantica avventura)
- 1941: Todfeinde (Giuliano de' Medici)
- 1946: Sturmnacht (Notte di tempesta)
- 1947: Ehemann auf Bestellung (Il marito povero)
- 1947: Kutsche Nr. 13 (Le fiacre 13)
- 1951: Nur du bist mein Traum (Al diavolo la celebrità)
- 1958: Capitan Fracassa (Fernseh-Miniserie)
- 1959: L'isola del tesoro (Fernseh-Miniserie)
- 1962: Alarm auf der Valiant (The Valiant)

Regisseur
- 1952: Chi è d scena? (Dokumentarfilm)
- 1954: Gewalt am See (Violenza sul lago)
- 1962: Zwei Italiener sehen die UdSSR (Russia sotto inchiesta) (Dokumentarfilm)